# Vernon Forrest
Vernon Forrest (Augusta, 12 de janeiro de 1971 – Atlanta, 25 de julho de 2009) foi um pugilista profissional norte-americano que se tornou campeão do mundo em sua modalidade.